# Hugo Strunz
Karl Hugo Strunz (Weiden in der Oberpfalz, 24 februari 1910 - Unterwössen, 19 april 2006) was een Duits mineraloog. Strunz is bekend van zijn classificatie van mineralen, een systeem dat algemeen gebruikt wordt en erkend is door de International Mineralogical Association.

## Biografie
Strunz ging naar school in Regensburg en studeerde tussen 1929 en 1933 natuurkunde aan de Ludwig-Maximilians-Universität München met als specialisatierichting mineralogie. In 1933 sloot hij zijn studie af met een wetenschappelijke promotie. Twee jaar later promoveerde hij opnieuw, ditmaal in de technische wetenschappen, aan de TH München. In 1937 ging hij in het Mineralogische Museum in Berlijn werken als assistent van de mineraloog Paul Ramdohr (1890-1985). Hier habiliteerde hij in 1938, om daarna tijdens de oorlog als docent in mineralogie en petrografie aan de Friedrich-Wilhelm-Universität (tegenwoordig Humboldt-Universität) te werken. In 1945 keerde hij terug naar Regensburg om aan de Philosophisch-Theologischen Hochschule te gaan werken, waar hij het mineralogisch-geologisch instituut stichtte.
In 1951 werd Strunz benoemd tot hoogleraar mineralogie en petrografie aan de TU Berlin. Hier bleef hij werkzaam tot zijn emeritaat in 1978. Hij was een van de oprichters van de International Mineralogical Association.

## Wetenschappelijk werk
Strunz ontwikkelde een classificatie voor mineralen bestaande uit negen hoofdgroepen. Deze classificatie werd gepubliceerd onder de naam Mineralogische Tabellen. In de 9e uitgave van 2001 werd een tiende groep toegevoegd. Sinds de eerste uitgave in 1941 is deze classificatie verschillende malen aangepast en vertaald. Tegenwoordig geldt ze als de standaard voor de systematiek van mineralen.
Strunz onderzocht de structuur van vele mineralen, met name fosfaten, silicaten en arsenaten en de structurele overeenkomsten tussen verschillende groepen. Hij ontdekte zelf 14 nieuwe mineralen, waaronder laueiet, hagendorfiet, chudobaiet, fleischeriet, stranskiiet, liandradiet en petscheckiet.

## Erkenning
Strunz was erelid van meer dan twintig wetenschappelijke genootschappen en academies over de wereld. Voor zijn werk ontving hij het Bundesverdienstkreuz 1e klasse van de Duitse regering en de Bořicky-Medaille van de universiteit van Praag. In 1968 werd hij gekozen tot lid van de Deutsche Akademie der Naturforscher Leopoldina.
De mineralen strunziet en ferrostrunziet zijn naar Strunz genoemd.
- Bibsys: 90116009
- Bibliothèque nationale de France: cb15036397z (data)
- CiNii: DA0756503X
- Gemeinsame Normdatei: 117348686
- International Standard Name Identifier: 0000 0001 1005 8642
- Library of Congress Control Number: n80164493
- Nationale Bibliotheek van Tsjechië: xx0063297
- Nationale bibliotheek van Australië: 35851877
- Nationale Bibliotheek van Israël: 987007270937605171
- Nationale en Universitaire bibliotheek Zagreb: 000675685
- Nederlandse Thesaurus van Auteursnamen: 067783864
- Réseau des bibliothèques de Suisse occidentale: 02-A003871385
- Istituto Centrale per il Catalogo Unico: RT1V039929
- Système universitaire de documentation: 083384367
- Trove: 1115980
- Virtual International Authority File: 113263536
- WorldCat: E39PBJdmmvhbDrXhGfhbYhHcT3